# Karl Eugen Mummenhoff
Karl Eugen Mummenhoff (* 17. April 1920 in Münster; † 31. Mai 2005 ebenda) war ein deutscher Kunsthistoriker und Denkmalpfleger. Unter den Kollegen und Wissenschaftlern seines Fachgebiets galt er als bester Kenner der westfälischen Profanarchitektur.

## Leben
Kindheit und Schulzeit verbrachte Karl Eugen Mummenhoff im westfälischen Münster, wo er im Frühjahr 1939 sein Abitur ablegte. Es folgte seine Einberufung zum Reichsarbeitsdienst und ab Januar 1940 der Kriegsdienst als Flakartillerist und Waffenwart in Norddeutschland und an der Ostfront. Während seiner dreieinhalbjährigen Kriegsgefangenschaft in einem Lager bei Poitiers fungierte der kunstinteressierte junge Mann wegen seiner guten Französisch-Kenntnisse als Lagerdolmetscher und erhielt gelegentlich Freigang, um die Kirchenbauten in Poitiers studieren zu können.
Nach seiner Entlassung aus der Kriegsgefangenschaft und Rückkehr nach Münster bestritt Mummenhoff seinen Lebensunterhalt ab Herbst 1948 mit Hilfsdiensten im Münsteraner Landesmuseum. Zeitgleich studierte er ab Sommer 1949 Kunstgeschichte, Klassische Archäologie sowie Vor- und Frühgeschichte. Im Sommer 1956 wurde er mit der Dissertation Die Profanbaukunst im Oberstift Münster von 1450 bis 1650 promoviert. Die Schrift war wegweisend, denn im Gegensatz zu der bereits gut erforschten und dokumentierten Sakralarchitektur Westfalens waren dessen Profanbauten so gut wie unerforscht und in großen Teilen noch nicht einmal bekannt. Sie bescherte Mummenhoff ein Fortbildungsstipendium des Landes Nordrhein-Westfalen, das es ihm ermöglichte, von Januar 1957 bis April 1958 am Zentralinstitut für Kunstgeschichte in München die süddeutsche Profanarchitektur zu studieren. Danach war er wieder für das Landesmuseum in Münster tätig und katalogisierte die zahlreichen barocken Baumeisterzeichnungen in dessen Beständen.
Ab 1959 war Mummenhoff – zunächst auf Werkvertragsbasis, dann in Festanstellung – im Westfälischen Amt für Denkmalpflege tätig. 1961 erschien seine Dissertation als 15. Sonderheft der Zeitschrift Westfalen. Ab etwa 1970 war er mit der Inventarisierung der wichtigen und bis dahin immer noch meist unbekannten denkmalwerten Profanbauten in den Städten Westfalens beschäftigt. Seine Fachkenntnis führte dazu, dass er 1972 zum Nachfolger des früh verstorbenen Hans Thümmler als Leiter der Abteilung Inventarisierung beim Amt für Denkmalpflege berufen wurde.
Von 1968 bis zu seiner Pensionierung im Jahr 1984 nahm Mummenhoff einen Lehrauftrag für Geschichte der Baukunst am Kunstgeschichtlichen Institut der Universität Bochum wahr, wo er 1972 zum Honorarprofessor ernannt wurde. 2000 wurde ihm der Verdienstorden des Landes Nordrhein-Westfalen verliehen. Er starb wenige Wochen nach seinem 85. Geburtstag in seiner Heimatstadt Münster.
Mummenhoff engagierte sich als Mitglied in zahlreichen Vereinen und Organisationen. So war er Mitglied des Collogue Château-Gaillard und gehörte seit dem 15. Mai 1968 der Historischen Kommission für Westfalen an. Ab 1978 engagierte sich Mummenhoff auch in der Deutschen Gesellschaft für Gartenkunst und gehörte ab 1979 erst dem Beirat, dann dem Vorstand des Vereins für Geschichte und Altertumskunde Westfalens an. Seit 1982 wirkte er im Vorstand des Fördervereins für das Stadtmuseum Münster.

## Veröffentlichungen (Auswahl)
Monographien
- 1958: Schlösser und Herrensitze in Westfalen. Nach alten Stichen (= Burgen, Schlösser, Herrensitze. Band 3). Weitere Auflage: 1961.
- 1958: Wasserburgen in Westfalen (Westfälische Kunst). Weitere Auflagen: 1962, 1968, 1977, 1991.
- 1961: Die Profanbaukunst im Oberstift Münster von 1450 bis 1650. Münster. (= Westfalen. Sonderheft 15).
- 1968: Die Baudenkmäler in Westfalen: Kriegsschäden und Wiederaufbau.
- 1971: Schloss Eringerfeld (= Große Baudenkmäler. Band 255). Weitere Auflage: 1989.
- 1972: Die Wewelsburg (Große Baudenkmäler, Heft 265)
- 1973:  Burg Schnellenberg (= Große Baudenkmäler. Band 269). Weitere Auflage: 1991, 1987.
- 1975: Schloß Nordkirchen (Westfälische Kunst). Weitere Auflagen: 1979, Berlin 2012
- 1985: Schloß Westerwinkel (= Große Baudenkmäler. Band 365).
- 1986: Haus Rüschhaus (= Westfälische Kunststätten. Heft 40).

Aufsätze
- 1962: Mittelalterlicher Burgenbau in Westfalen. In: Westfälische Zeitschrift. Nr. 112.
- 1974: Die Bautätigkeit in der Stadt Münster im 19. Jahrhundert. In: Westfälische Zeitschrift. Nr. 124/125.
- 1978: Das Schloß Nordkirchen von 1918 bis 1976. In: Westfalen. Hefte für Geschichte, Kunst und Volkskunde . Nr. 56.